# Sandöbron
Sandöbron – most drogowy typu łukowego w Szwecji, w regionie Västernorrland, w gminie Kramfors, między miejscowościami Sandö i Lunde, przez rzekę Ångermanälven. Ma 811 m długości. Zbudowany został w latach 1939-1943. Odnawiany był w 1997 oraz 2003 roku.
31 sierpnia 1939 roku, podczas budowy, most uległ zawaleniu, w wyniku którego zginęło 18 pracowników. Wypadkowi nie poświęcono wiele uwagi w prasie, bowiem dnia następnego, 1 września, wybuchła II wojna światowa. Most oddano do użytku 16 czerwca 1943 roku.
Sklepienie mostu jest bezprzegubowe z betonu zbrojonego o przekroju skrzynkowym, trójkomorowe o rozpiętości 264 m i strzałce łuku 40 m. Do 1964 roku był największym betonowym mostem łukowym z jazdą górą. Do dziś jest najdłuższym przęsłem łukowym z betonu zbrojonego (2014).